# Franco Perruquet
Franco Perruquet (pron. fr. AFI: [pɛʁyke]) (25 dicembre 1950) è un bobbista italiano.

## Biografia
Viene ricordato come vincitore di una medaglia d'oro nella sua disciplina, vittoria ottenuta ai campionati mondiali del 1975 (edizione tenutasi a Breuil-Cervinia) insieme a Giorgio Alverà. Nell'edizione l'argento andò alla Germania, il bronzo alla Svizzera.
Ha inoltre partecipato, sempre in coppia con Alverà, ai Giochi olimpici invernali di Innsbruck 1976 nel bob a due, chiudendo all'ottavo posto.
Ai Campionati italiani di bob del 1973 vise due medaglie dibronzo nel bob a due e bob a quattro.
Nel dicembre 2019 è stato insignito del Collare d'oro al Merito sportivo del CONI.